# Den Turf
Den Turf is een historisch pand in de Belgische stad Mechelen, gelegen in de Rik Woutersstraat. 
Een eerste vermelding van het pand dateert van 1456. Van de 15e tot de 18e eeuw werd in het pand een brouwerij uitgebaat. Onder andere de brouwersfamilies De Somer en Van Kiel waren hier actief. De achterzijde van het pand gaf uit op de Melaan. In 1627 werd het pand grondig verbouwd. Dit jaartal werd aangebracht op de gevel. In de loop van de 20e eeuw volgde een nieuwe verbouwing waarbij de puntgevel verdween en de schikking van ramen en deur in de voorgevel veranderde.